# IJkboson
In de deeltjesfysica is een ijkboson een boson dat fungeert als drager van een van de fundamentele natuurkrachten. Elementaire deeltjes oefenen krachten op elkaar uit door de uitwisseling van ijkbosonen, meestal als virtuele deeltjes. Zij ontlenen hun naam aan het feit dat de theorieën die deze krachten beschrijven ijktheorieën zijn; de ijkbosonen zijn de kwanta van het ijkveld.

## IJkbosonen in het standaardmodel
Het standaardmodel bevat drie soorten ijkboson:
1. fotonen (voor de elektromagnetische wisselwerking),
2. W- en Z-bosonen (voor de zwakke wisselwerking),
3. gluonen (voor de sterke wisselwerking).

Door confinement  is het niet mogelijk geïsoleerde gluonen waar te nemen bij lage energieën. Dit zou kunnen resulteren in massieve glueballs, die nog niet experimenteel zijn waargenomen.

### Multipliciteit van ijkbosonen
In een gekwantiseerde ijktheorie zijn ijkbosonen de kwanta van het ijkveld. Hierom zijn er evenveel ijkbosonen als er generatoren van het ijkveld zijn. In kwantumelektrodynamica is de ijkgroep U(1); in dit eenvoudige geval is er slechts één ijkboson, het foton. De kwantumchromodynamica wordt beschreven door de ingewikkeldere groep SU(3), welke acht generatoren bezit. Dit leidt tot acht gluonen. De twee W- en het Z-boson komen (ruwweg) overeen met de drie generatoren van SU(2), die de zwakke wisselwerking beschrijft.

### Massa van ijkbosonen
Om technische redenen die te maken hebben met ijkinvariantie worden ijkbosonen beschreven door massaloze velden. Hierdoor zou men kunnen verwachten dat alle ijkbosonen massaloos zijn, en dat de krachten die erdoor worden overgedragen, oneindige dracht hebben. Dit blijkt voor de sterke en de zwakke wisselwerking het geval echter niet te zijn, en de verklaring ligt in diepere theoretische inzichten.
Volgens het standaardmodel krijgen de W- en Z-bosonen een massa via het Higgsmechanisme. In dit mechanisme koppelen de vier ijkbosonen van de geünificeerde elektrozwakke wisselwerking (beschreven door groep SU(2)×U(1)) aan een Higgsveld. Dit veld ondergaat spontane symmetriebreking, waardoor het veld een van nul verschillende vacuümverwachtingswaarde krijgt. Deze vacuümverwachtingswaarde koppelt aan de drie bosonen van de zwakke wisselwerking (de W's en het Z), waarna deze een massa krijgen. Het resterende boson (het foton) blijft massaloos. Op 4 juli 2012 werd door het CERN het bestaan van een nieuw boson bekendgemaakt: de spin is in ieder geval ongelijk 1 (de spin moet nul zijn) en de massa ongeveer 125 GeV/c2: een perfecte kandidaat voor het higgsboson.
Het feit dat de sterke wisselwerking geen lange dracht heeft, ligt aan confinement. Gluonen dragen een zekere kleurlading, en worden dus, net zoals quarks, gebonden in objecten met totale kleurlading nul. Hierdoor kunnen gluonen niet op lange afstand interageren en is de dracht van de sterke wisselwerking beperkt.

## Buiten het standaardmodel

### Zwaartekracht
De vierde fundamentele wisselwerking, de zwaartekracht, zou eveneens door een boson worden overgebracht. Dit heet het graviton. Het is echter nog nooit waargenomen, en aangezien er nog geen wiskundig consistente theorie voor kwantumzwaartekracht bestaat, is het ook niet zeker of dit werkelijk een ijkboson is of niet. In de algemene relativiteitstheorie wordt de rol van ijkinvariantie gespeeld door invariantie onder coördinatentransformaties.

### Unificerende theorieën
In grand unified theories (GUT's) zouden extra ijkbosonen bestaan, X en Y genaamd. Deze zouden interacties tussen quarks en leptonen overbrengen, waardoor het baryongetal geen behouden grootheid meer is en bijvoorbeeld het proton zou kunnen vervallen. Deze bosonen noch het protonverval zijn echter ooit waargenomen.